# آتش‌بس تانگو

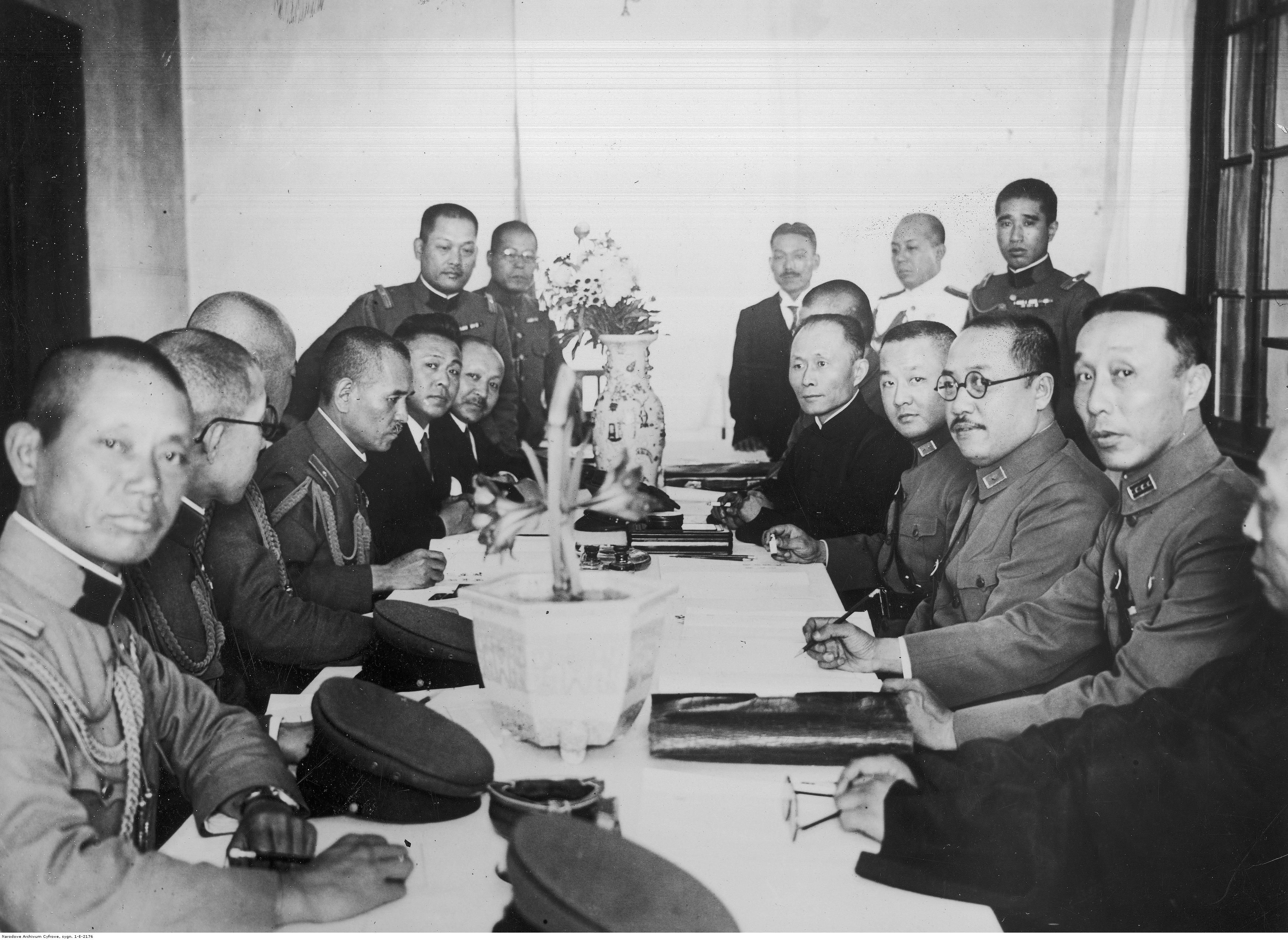
مذاکرات آتش‌بس تانگو

آتش‌بس تانگو یا آتش‌بس تانگکو به زبان ژاپنی: 塘沽協定، در هپبورن: Tōko kyōtei، در چینی ساده‌شده: 塘沽协定 در چینی سنتی: 塘沽協定 و در پین‌یین: Tánggū Xiédìng یک قرار آتش‌بس میان جمهوری چین و امپراتوری ژاپن بود که در ۳۱ مه ۱۹۳۳ در تیانجین، استان تانگو امضا شد و رسماً به حمله ژاپن به منچوری که دو سال پیش آغاز شده بود پایان داد.

## پیش زمینه
از آغاز یورش ژاپن به چین، چینی‌ها از جامعهٔ جهانی و همسایگان درخواست کمک کردند اما حمایتی صورت نگرفت. تنها هنگامی که چین درخواست یک جلسهٔ اضطراری جامعه ملل داد یک کمیتهٔ تحقیق تشکیل شد و نتیجهٔ آن ارائهٔ گزارش لیتون بود که در آن ژاپن به دلیل رفتارهایش محکوم شده بود اما هیچ پیشنهادی برای حل این مشکل ارائه نشده بود. در مقابل ژاپن هم در ۲۷ مارس ۱۹۳۳ از جامعهٔ ملل خارج شد.
پادشاه وقت ژاپن، هیروهیتو ارتش این کشور را به شدت تغذیه کرده بود و می‌خواست که در منطقهٔ گسترده‌ای پس از دیوار بزرگ چین درگیری با چین نباشد. جایگاه ژاپن در مذاکرات بسیار قوی بود چون در آن زمان چین به شدت درگیر جنگ داخلی با کمونیست‌ها بود.

## خواست ژاپن

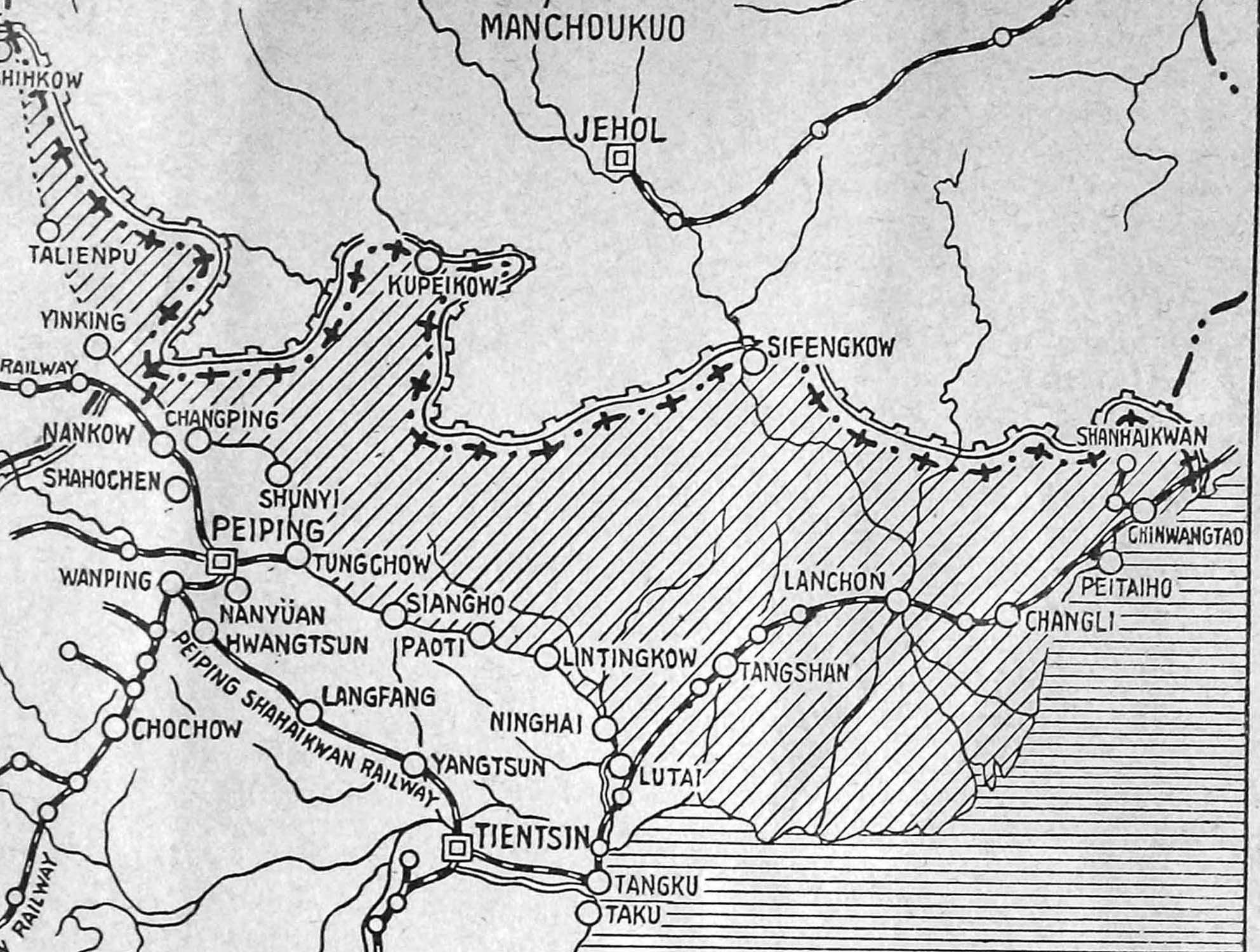
ناحیهٔ غیرنظامی شده در آتشبس تانگو

نخستین ملاقات چینی‌ها و ژاپنی‌ها برای پایان دادن جنگ در ۲۲ مه ۱۹۳۳ صورت گرفت. درخواست‌های ژاپن بسیار جاه‌طلبانه بود. ژاپن می‌خواست که یک منطقه غیرنظامی در فاصلهٔ ۱۰۰ کیلومتری از دیوار بزرگ چین از پکن تا تیانجین ایجاد شود که این منطقه به همراه خود دیوار چین در فرماندهی ژاپن باشد. هیچ کومینتانگ نظامی معمولی حق ورود به ناحیهٔ غیرنظامی را ندارد اما ژاپنی‌ها اجازه دارند هواگرد شناسایی یا نیروی شناسایی زمینی به منقطه بفرستند تا مطمئن شوند که پیمان آتش‌بس پابرجا است. همچنین یک نیروی نظامی سبک مسئول حفظ نظم در این منطقهٔ غیرنظامی بود.

## پس از آتش‌بس
این آتش‌بس باعث شد تا مانچوکوئو از سوی دولت چین به رسمیت شناخته شود و از دست دادن استان رهه رسماً پذیرفته شود. همچنین برای مدتی جنگ پایان یافت و روابط میان دو کشور بهبود یافت. در ۱۷ مه ۱۹۳۵ سطح دیپلماتیک ژاپن در چین در حد سفارت بالا رفت و در ۱۰ ژوئن ۱۹۳۵ موافقت نامهٔ هه-اومژو (He-Umezu) امضا شد.
این آتش‌بس به چیانگ کای‌شک فرصت داد تا نیروهای خود را بسیج کند و حزب کمونیست چین را سرکوب کند هرچن که به قیمت شمال چین باشد.
افکار عمومی در چین بر این باور بود که این آتش‌بس به شدت به نفع ژاپن است و برای چین تحقیرکننده است. با اینکه یک ناحیهٔ غیرنظامی میان چین و ژاپن تشکیل شده بود تا به عنوان منطقه حائل میان تنش‌ها عمل کند اما چشم طمع ژاپن همچنان به سوی چین بود تا اینکه جنگ دوم چین و ژاپن در ۱۹۳۷ آغاز شد.